# GNU Go
GNU Go — свободная программа от Фонда свободного программного обеспечения, которая играет в го. Благодаря отказу от графического интерфейса, GNU Go может компилироваться для широкого спектра платформ: Linux, других UNIX-подобных систем, Microsoft Windows, Mac OS X и так далее.
Программа играет на уровне 8—12 кю и поддерживает размеры досок от 5×5 до 19×19.
GNU Go не имеет встроенного графического интерфейса, но поддерживает два протокола — Go Modem Protocol и Go Text Protocol (GTP) — для «общения» с другими программами. Это позволяет выбрать одну из множества существующих программ-интерфейсов для игры. GTP также используется разработчиками как внутренний протокол, на котором можно формулировать задачи для GNU Go.
Программа участвовала во многих соревнованиях по компьютерному го и неоднократно занимала призовые места: так, например, GNU Go завоевала золотую медаль на 8-й и 11-й Компьютерных олимпиадах.
Текущей стабильной версией является GNU Go 3.8, выпущенная 19 февраля 2009 года.
Также существует альтернативная версия GNU Go 3.9.1, выпущенная 21 декабря 2010 года. 